# Tabernacolo delle cinque lampade

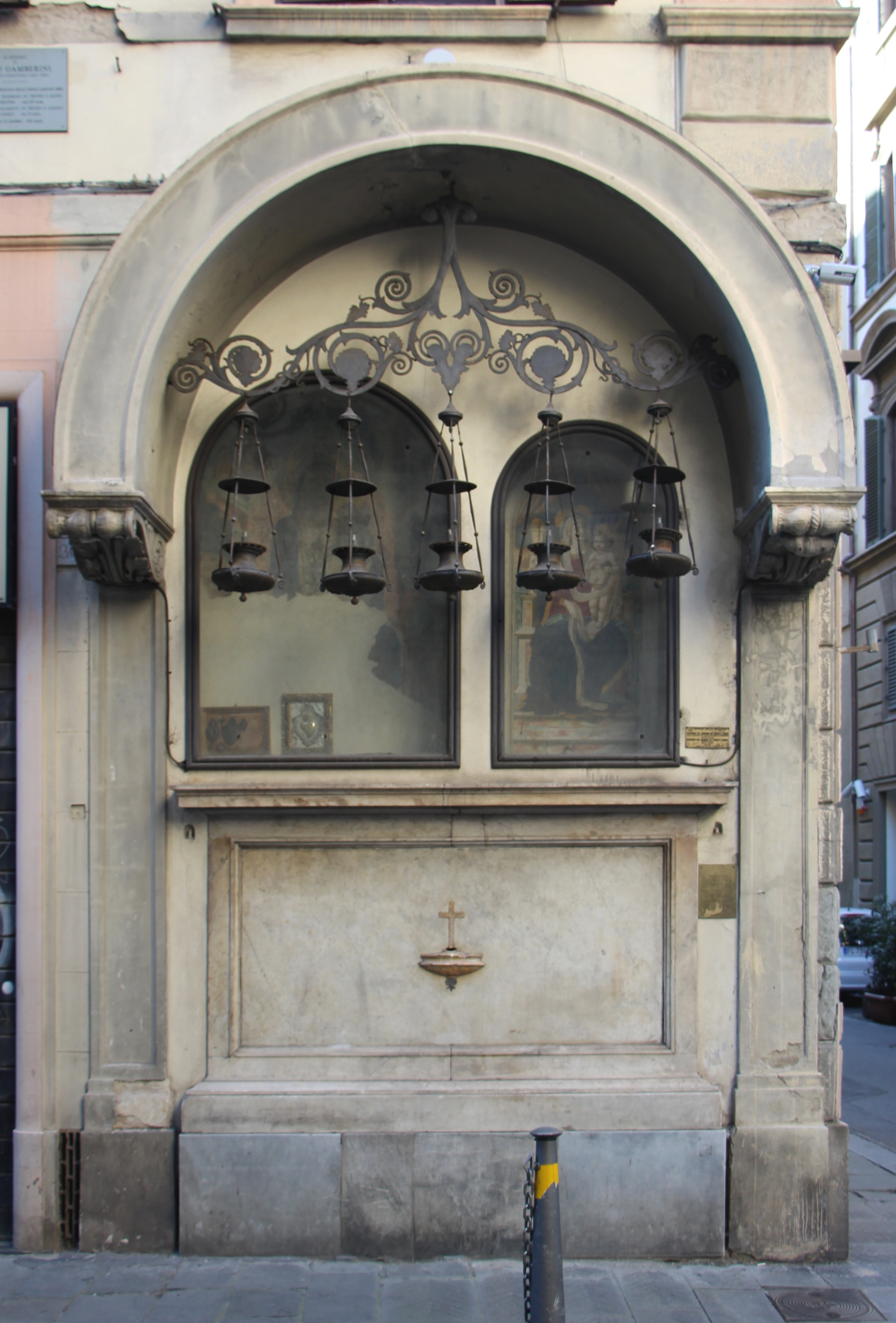
Tabernacolo delle cinque lampade

Il Tabernacolo delle cinque lampade è un'edicola sacra che si trova su via Ricasoli angolo via de' Pucci a Firenze.

## Storia e descrizione
Sotto un arco a tutto sesto aggettante, si trovano due affreschi di epoche diverse. Il primo, più grande, è attribuito a un pittore trecentesco (Lippo di Benivieni?), mentre il secondo risale al Quattrocento ed è opera di Cosimo Rosselli (Madonna col bambino). Queste immagini sacre vennero decorate l'edicola attuale nell'Ottocento e vi furono poste davanti cinque lampade votive in ferro battuto, che sono ancora visibili. 
Questo angolo di Firenze è tristemente noto anche per un fatto di sangue, l'assassinio del letterato Tommaso Bonaventura avvenuto nel Settecento. Secondo Bargellini, l'omicidio avvenne per mano del bargello (il capo della polizia che aveva sede nel Palazzo del Bargello, appunto), su incarico del granduca Gian Gastone de' Medici. Il Bonaventura "povero ma onestissimo" avrebbe mandato su tutte le furie il granduca per aver riferito alla corte di Vienna le dissolutezze e inettitudini della sua corte a Palazzo Pitti.   
Accanto al famoso tabernacolo si trovava l'osteria Le Cinque Lampade, ma nota a tutti con il significativo nome di “Gigi Porco” con ingresso sia da Via Ricasoli, a quell'epoca via del Cocomero, che da via dei Pucci. Citata dal Carlo Lorenzini Collodi in Occhi e nasi, era frequentata da nottambuli, artisti e politici, con tanti nomi di spicco della società del tempo. Il Carducci  ricordò il proprietario, certo Lombardi, con una  frase in cui lo chiamava  “faccia di ciompo da bene”. La figlia Zaira, di fattezze "particolari" venne ritratta nelle caricature di Angiolo Tricca.
Si narra che nello stesso palazzo abitassero il pittore  Buffalmacco e avesse bottega  Cimabue, dove il giovane Giotto iniziò il suo apprendistato artistico.

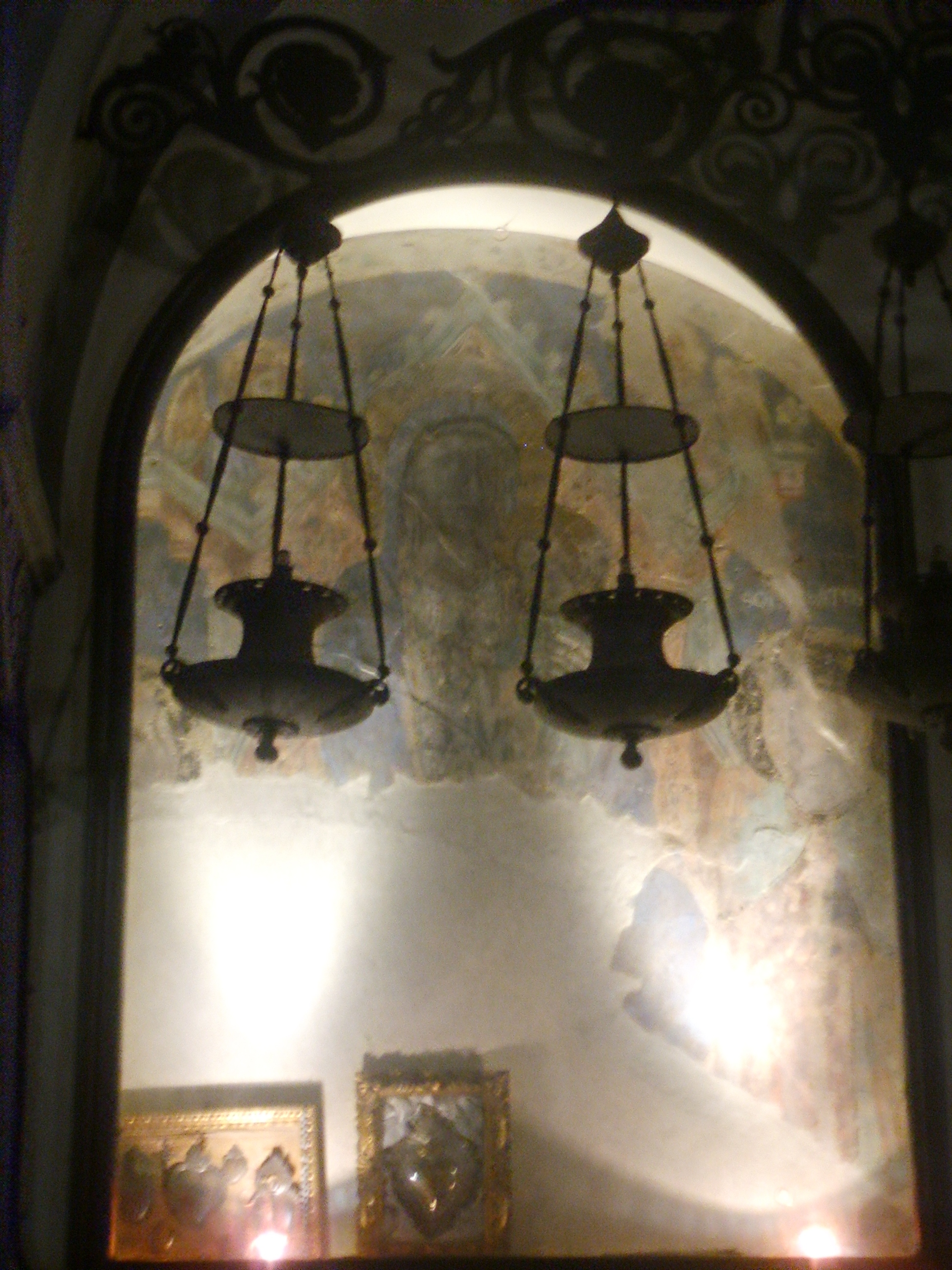
L'affresco trecentesco
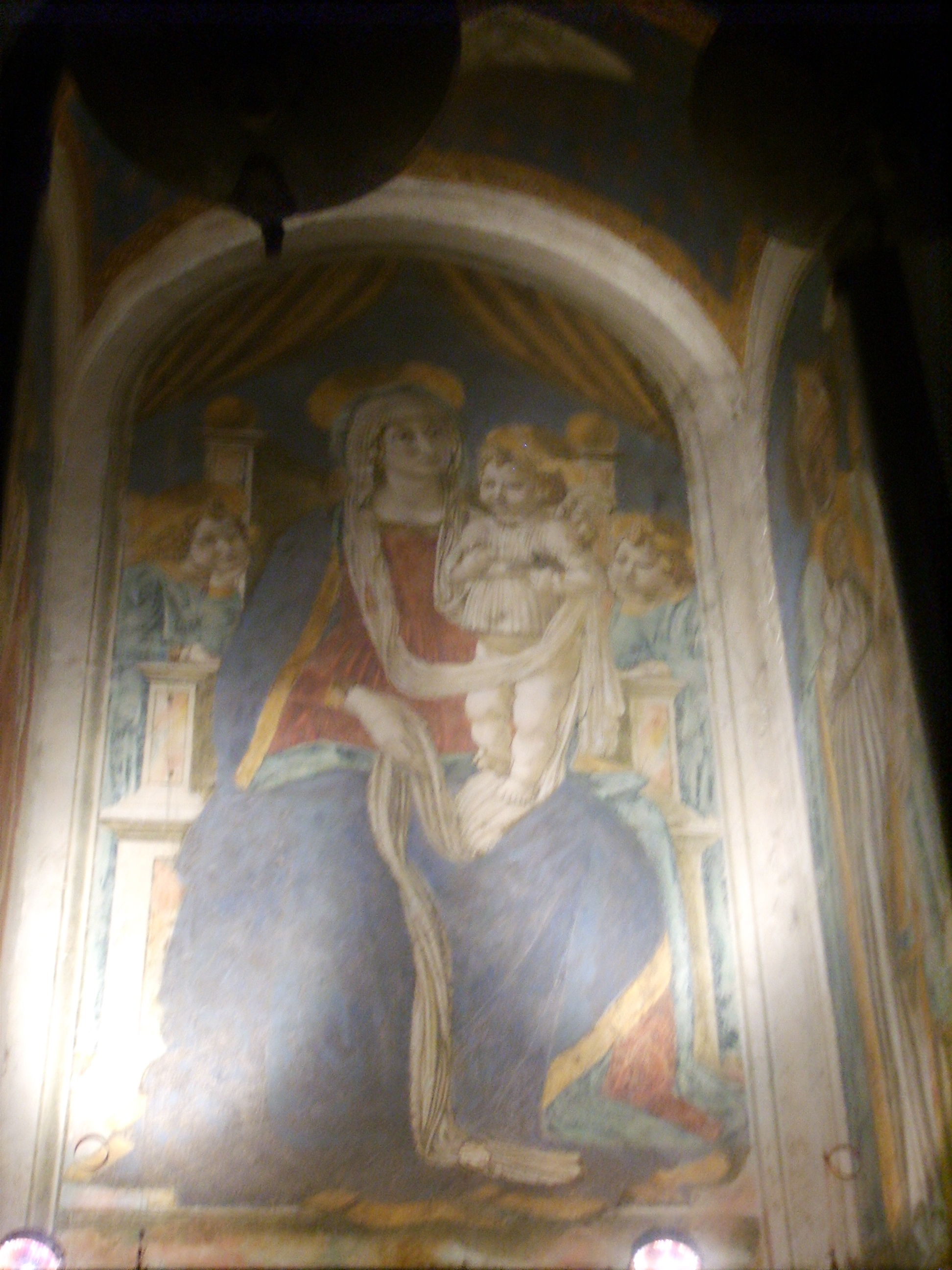
Cosimo Rosselli, Madonna con bambino e due angeli
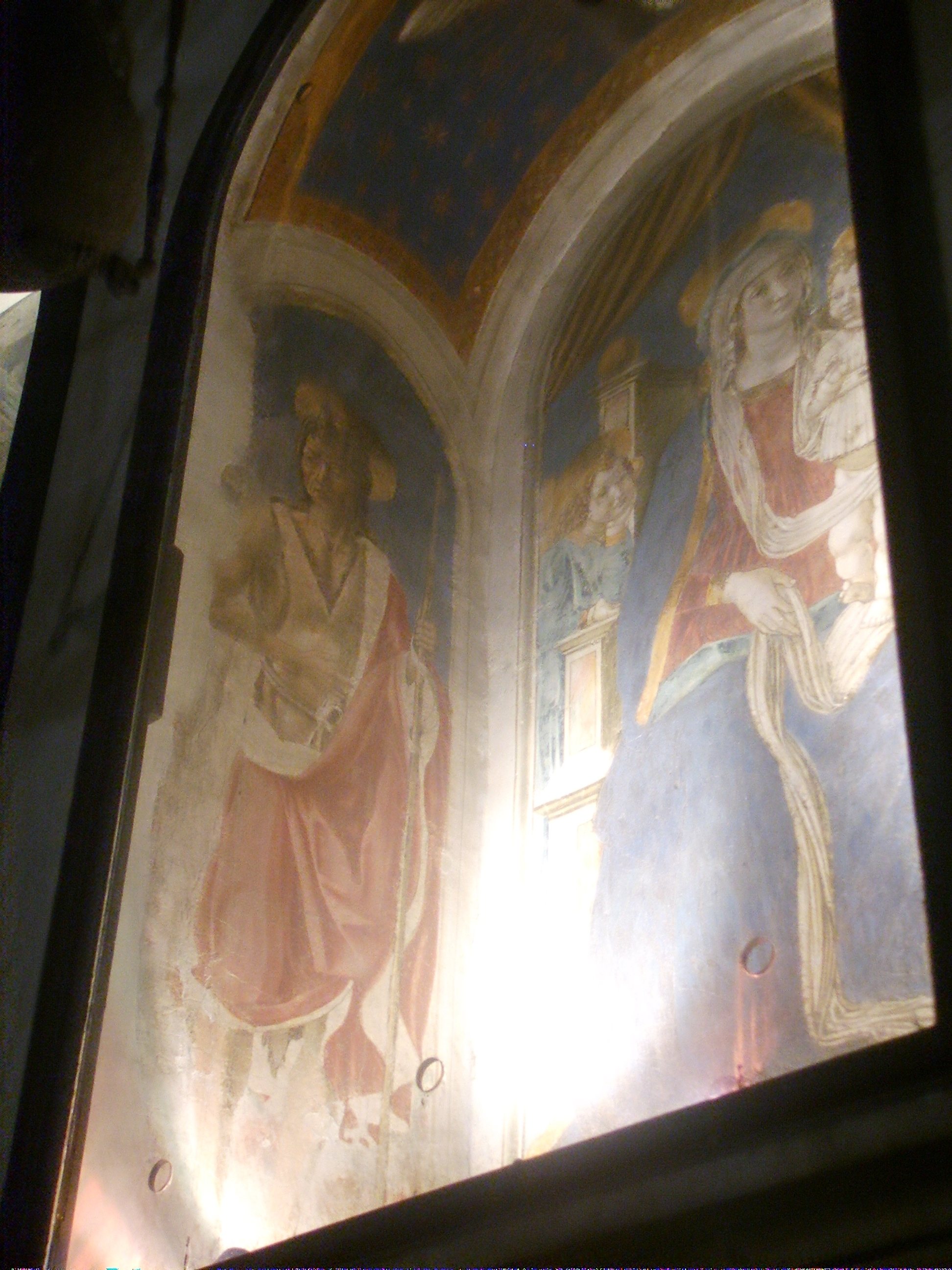
Cosimo Rosselli, San Giovanni Battista